# IBM Power Systems

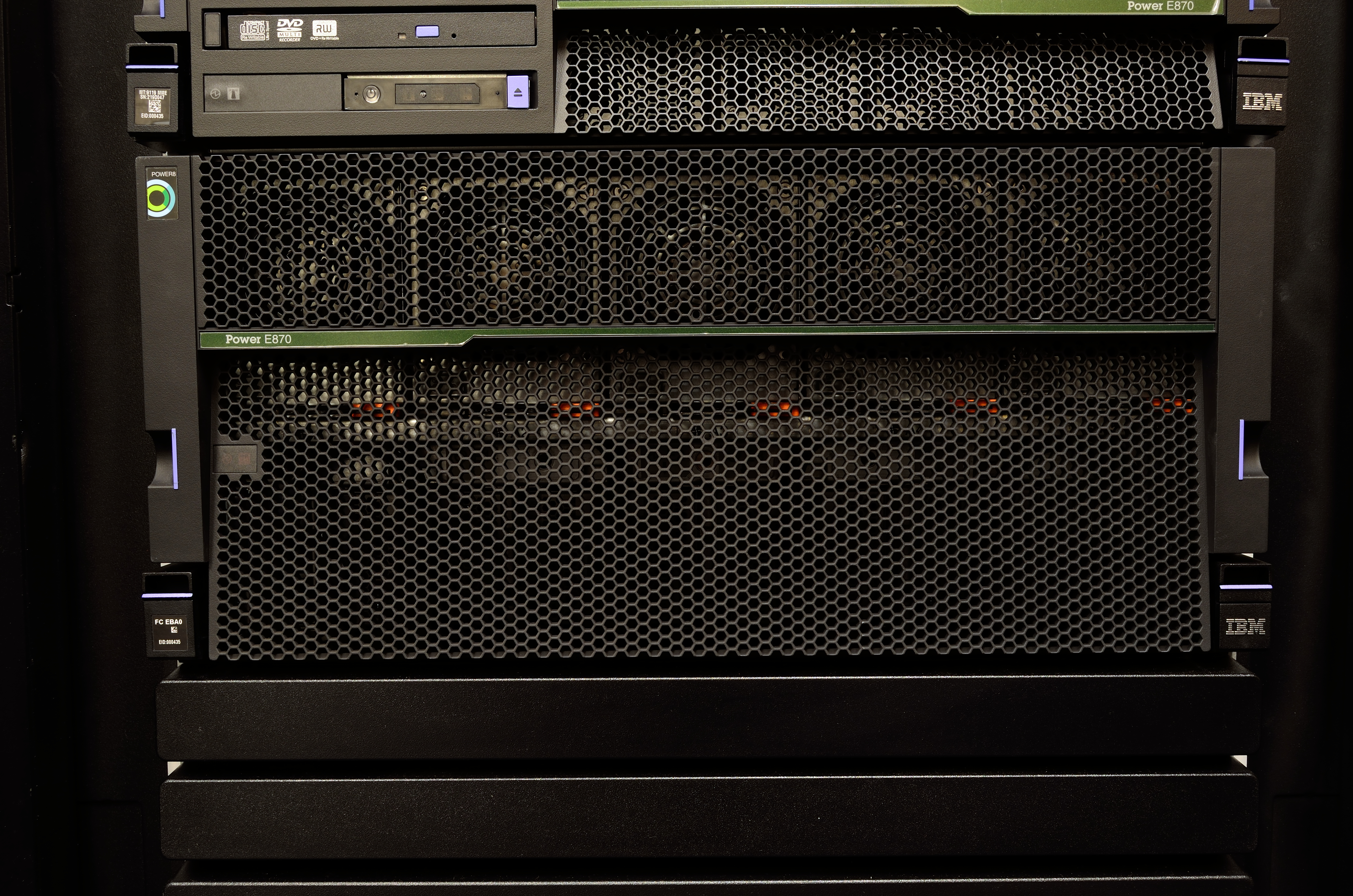
Un IBM Power System E870 avec des processeurs POWER8.

IBM Power Systems est le nom de la gamme de serveurs d'architecture IBM POWER regroupant les anciens serveurs System i et System p.
La convergence des plateformes IBM est enfin réelle, les System i et System p partageaient déjà les mêmes matériels depuis plusieurs années (processeurs, mémoires, alimentations ...) mais les dispositifs complémentaires étaient souvent différents (disques, cartes PCI ...).
Désormais, les dispositifs sont identiques à l'exception encore de quelques cas spécifiques aux différents Operating Systems (AIX - Linux - IBM i).
Les serveurs IBM Power Systems sont pourvus de processeurs POWER6, POWER6+ et POWER7.

## Histoire
IBM soutient Linux avec en 2000 l'annonce d'un investissement de 1 milliard de dollars en 2001, suivi d'autres investissements similaires en faveur des systèmes d'exploitation en logiciel libre.
Le 2 avril 2008 lors du COMMON de Nashville les IBM Power Systems à base de POWER6 sont annoncés ; La gamme à base de POWER7 a ensuite été annoncée en plusieurs fois, le 9 février, le 13 avril et 17 août 2010 ainsi que le 11 avril 2011.
En 2013, IBM (alors depuis 2012 6e entreprise contributrice au noyau Linux en termes de budget, et partie prenante du consortium OpenPower dans lequel IBM rend disponible son microprocesseur IBM Power sous licence pour des collaborations et développement ouverts) a annoncé préparer un investissement de 1 milliard de dollars (738 millions d'euros) pour développer les technologies Linux et open source pour les serveurs Power Systems afin de permettre à ses clients de mieux exploiter le Big Data et le Cloud Computing à l'ère post-PC. Il s'agira notamment de financer un nouveau « centre européen Power System Linux (à Montpellier, faisant suite à ceux de Pékin (ouvert en mai 2013), New York et Austin) et un cloud de développement pour Linux on Power ».

## Systèmes
La gamme IBM Power Systems basée sur l'architecture IBM POWER est composée de deux grandes familles : 
- Power Servers
- Blade Servers

Les serveurs composant la gamme Power Servers sont les suivants :
- Power 520 (POWER6 et POWER6+)
- Power 550 (POWER6 et POWER6+)
- Power 560 (POWER6+)
- Power 570 (POWER6 et POWER6+)
- Power 575 (POWER6)
- Power 595 (POWER6)
- Power 710 (POWER7) (annonces du 17/08/2010 et du 12/10/2011)
- Power 720 (POWER7) (annonces du 17/08/2010 et du 12/10/2011)
- Power 730 (POWER7) (annonces du 17/08/2010 et du 12/10/2011)
- Power 740 (POWER7) (annonces du 17/08/2010 et du 12/10/2011)
- Power 750 (POWER7) (annonce du 09/02/2010)
- Power 755 (POWER7) (annonce du 09/02/2010)
- Power 770 (POWER7) (annonces du 09/02/2010 et du 12/10/2011)
- Power 775 (POWER7) (annonce du 11/04/2011)
- Power 780 (POWER7) (annonces du 09/02/2010 et du 12/10/2011)
- Power 795 (POWER7) (annonce du 17/08/2010)
- Power S1014 (POWER10) (08/2022)[2]
- Power S1022s (POWER10) (08/2022)[2]
- Power S1022 (POWER10) (08/2022)[2]
- Power S1024 (POWER10) (08/2022)[2]

Les serveurs composant la gamme Blade Servers (d'architecture POWER) sont les suivants :
- BladeCenter JS12 (POWER6)
- BladeCenter JS22 (POWER6)
- BladeCenter JS23 (POWER6+)
- BladeCenter JS43 (POWER6+)
- BladeCenter PS700 (POWER7) (annonce du 13/04/2010)
- BladeCenter PS701 (POWER7) (annonce du 13/04/2010)
- BladeCenter PS702 (POWER7) (annonce du 13/04/2010)
- BladeCenter PS703 (POWER7) (annonce du 11/04/2011)
- BladeCenter PS704 (POWER7) (annonce du 11/04/2011)

## Logiciels
L'arrivée des serveurs Power Systems a été accompagnée de suites logicielles telles que PowerVM et PowerHA.
PowerVM est un logiciel destiné à la virtualisation sur les serveurs d'architecture processeur IBM POWER (Power Systems et BladeCenter JSxx). Il s'agit d'une combinaison de logiciels et d'aptitudes matérielles permettant de mettre en œuvre les fonctions de virtualisation.
PowerVM est composé des modules suivants :
- Virtual I/O Server (VIOS)
- Live Partition Mobility
- Integrated Virtualization Manager (IVM)
- Partition Load Manager (PLM)
- Micro-partitionnement (Micro-partitioning)
- Partage de processeur (Shared Processor LPAR)
- Capacité dédiée partagée (Shared Dedicated Capacity)
- Groupes de processeurs partagés multiples (Multiple Shared Processor Pools)
- Groupes de stockage partagés (Shared Storage Pools)
- Lx86
- Active Memory Sharing (AMS)

PowerVM constitue le savoir-faire d'IBM en matière de virtualisation dont les débuts datent de 1967.
PowerHA est une solution destinée à Haute Disponibilité des serveurs IBM Power Systems. Il existe deux moutures de PowerHA :
- PowerHA for AIX and Linux (anciennement HACMP)
- PowerHA for IBM i (anciennement HASM)